# Occacaris oviformis
L'occacaride (Occacaris oviformis) è un artropode estinto, vissuto nel Cambriano inferiore (circa 520 milioni di anni fa). I suoi resti sono stati ritrovati in Cina, nel famoso giacimento di Maotianshan.

## Descrizione
Conosciuto solo per un esemplare, questo animale possedeva un aspetto molto particolare, dovuto alla strana forma del carapace che ricopriva completamente il corpo. Il carapace era liscio, sottile e non mineralizzato; in totale era lungo circa 8 millimetri e alto 6, e vagamente a forma di uovo (come indica il nome specifico). Nella parte posteriore il corpo si allungava in due o tre segmenti che sporgevano dalla struttura (tergiti), seguiti da una coda (telson) bilobata. Dalla parte anteriore del carapace sporgevano due grandi occhi peduncolati e due paia di antenne: il primo paio era costituito da strutture allungate, annulate e semplici, mentre il secondo paio terminava in una struttura dotata di molteplici spine appaiate. È probabile che il carapace ricoprisse una moltitudine di appendici biramate, tipiche degli artropodi primitivi.

## Classificazione
Le appendici spinose poste anteriormente ricordano quelle di altre forme di artropodi del Cambriano, come Leanchoilia, Fortiforceps, Yohoia e Forfexicaris. Con quest'ultima forma, Occacaris condivide anche l'aspetto oviforme del corpo, ma vi sono alcune caratteristiche distintive: Occacaris, ad esempio, possedeva spine appaiate e un telson sporgente. Tutti questi animali sono stati ascritti alla classe Megacheira, ovvero "grandi mani".

## Stile di vita
Le “grandi appendici” spinose potrebbero essere state utilizzate per arpionare le prede, che venivano poi portate verso la bocca. Non si conosce il modo di locomozione dell'animale; forse nuotava libero in acqua, come sarebbe provato dall'estrema scarsità di resti fossili; se fosse vissuto sul fondale marino, infatti, i resti fossili di questa specie dovrebbero essere stati più comuni.